# Damettan i ishockey 2018/2019
Damettan i ishockey 2018/2019 är Sveriges näst högsta serie i ishockey för damer och består av fyra regionala serier med totalt 22 lag (olika antal lag i varje serie).
De fyra seriesegrarna går vidare till Playoff till SDHL. En förenings andralag och lag sammansatta av två föreningar får inte kvala till SDHL och en förening med lag i SDHL måste ange tio utespelare och en målvakt som inte får delta i Damettan. Hvidovre IK från Danmark får inte heller kvala till SDHL..

## Tabeller

### Damettan Södra
| Nr | Lag               | S  | V  | O | F  | ÖV | ÖF | GM | IM | MS  | P  |
| -- | ----------------- | -- | -- | - | -- | -- | -- | -- | -- | --- | -- |
| 1  | Karlskrona HK     | 15 | 12 | 3 | 0  | 2  | 1  | 64 | 24 | +40 | 41 |
| 2  | IF Malmö Redhawks | 15 | 11 | 2 | 2  | 1  | 1  | 72 | 27 | +45 | 36 |
| 3  | Hvidovre IK       | 15 | 6  | 2 | 7  | 1  | 1  | 34 | 44 | −10 | 21 |
| 4  | IF Troja/Ljungby  | 15 | 5  | 4 | 6  | 1  | 3  | 31 | 40 | −9  | 20 |
| 5  | Linköping HC 2    | 15 | 1  | 5 | 9  | 3  | 2  | 20 | 47 | −27 | 11 |
| 6  | Trollhättans HC   | 15 | 2  | 0 | 13 | 0  | 0  | 28 | 67 | −39 | 6  |

Tabelldata är hämtade från Svenska Ishockeyförbundet.

### Damettan Östra
| Nr | Lag                | S  | V  | O | F  | ÖV | ÖF | GM | IM  | MS  | P  |
| -- | ------------------ | -- | -- | - | -- | -- | -- | -- | --- | --- | -- |
| 1  | Södertälje SK      | 24 | 17 | 4 | 3  | 1  | 3  | 74 | 38  | +36 | 56 |
| 2  | Hammarby IF        | 24 | 15 | 5 | 4  | 2  | 3  | 76 | 25  | +51 | 52 |
| 3  | SDE HF 2           | 24 | 14 | 5 | 5  | 4  | 1  | 75 | 42  | +33 | 51 |
| 4  | AIK 2              | 24 | 14 | 2 | 8  | 1  | 1  | 79 | 43  | +36 | 45 |
| 5  | Huddinge IK        | 24 | 7  | 2 | 15 | 1  | 1  | 51 | 76  | −25 | 24 |
| 6  | Haninge Anchors HC | 24 | 3  | 2 | 19 | 2  | 0  | 36 | 92  | −56 | 13 |
| 7  | Almtuna IS         | 24 | 3  | 2 | 19 | 0  | 2  | 36 | 111 | −75 | 11 |

Tabelldata är hämtade från Svenska Ishockeyförbundet.

### Damettan Västra
| Nr | Lag             | S  | V  | O | F  | ÖV | ÖF | GM | IM | MS  | P  |
| -- | --------------- | -- | -- | - | -- | -- | -- | -- | -- | --- | -- |
| 1  | Färjestad BK    | 16 | 13 | 2 | 1  | 2  | 0  | 63 | 18 | +45 | 43 |
| 2  | Sandvikens IK   | 16 | 13 | 2 | 1  | 0  | 2  | 69 | 29 | +40 | 41 |
| 3  | Leksands IF 2   | 16 | 5  | 2 | 9  | 1  | 1  | 41 | 48 | −7  | 18 |
| 4  | Västerås IK     | 16 | 3  | 1 | 12 | 0  | 1  | 19 | 67 | −48 | 10 |
| 5  | SHK Hockey Club | 16 | 2  | 1 | 13 | 1  | 0  | 25 | 55 | −30 | 8  |

Tabelldata är hämtade från Svenska Ishockeyförbundet.

### Damettan Norra
| Nr | Lag            | S  | V  | O | F  | ÖV | ÖF | GM  | IM  | MS  | P  |
| -- | -------------- | -- | -- | - | -- | -- | -- | --- | --- | --- | -- |
| 1  | Skellefteå AIK | 18 | 13 | 2 | 3  | 1  | 1  | 62  | 33  | +29 | 42 |
| 2  | IF Björklöven  | 18 | 11 | 3 | 4  | 2  | 1  | 121 | 37  | +84 | 38 |
| 3  | Modo Hockey    | 18 | 4  | 3 | 11 | 1  | 2  | 45  | 62  | −17 | 16 |
| 4  | Luleå HF       | 18 | 4  | 0 | 14 | 0  | 0  | 33  | 129 | −96 | 12 |

Tabelldata är hämtade från Svenska Ishockeyförbundet.